# Мости (Чернігівський район)
Мости́ — село в Україні, у Городнянській міській громаді Чернігівського району Чернігівської області. До 2020 року орган місцевого самоврядування — Ільмівська сільська рада.

## Географія
Село Мости розташоване на півночі Чернігівського району, за 89 км від обласного центру та 32,5 км на північ від адміністративного центру громади, фізична відстань до Києва — 171,9 км.

## Історія
Село засноване 1924 року.
12 червня 2020 року, відповідно до розпорядження Кабінету Міністрів України № 730-р від «Про визначення адміністративних центрів та затвердження територій територіальних громад Чернігівської області», село увійшло до складу Городнянської міської громади.
19 липня 2020 року, в результаті адміністративно-територіальної реформи та ліквідації Городнянського району, село увійшло до складу Чернігівського району.

## Населення
За переписом 1989 року в селі проживало 26 осіб, серед них — 9 чоловіків та 17 жінок.
За даними перепису населення 2001 року в селі проживали 13 осіб. Рідною мовою назвали:
| Мова       | Кількість осіб | Відсоток |
| ---------- | -------------- | -------- |
| українська | 11             | 84,62 %  |
| російська  | 1              | 7,69 %   |
| білоруська | 1              | 7,69 %   |

## Пам'ятки
- Пам’ятний знак[d] воїнам-односельчанам і жертвам фашизму;

## Відомі особи
- Скойбеда Анатолій Тихонович[be] (1938) — білоруський вчений у галузі машинобудування, доктор технічних наук (1980), професор (1983).
- Нестеренко Віктор Георгійович (1954—2016) — український військовик, учасник російсько-української війни[9].